# Bellanca Cruisair

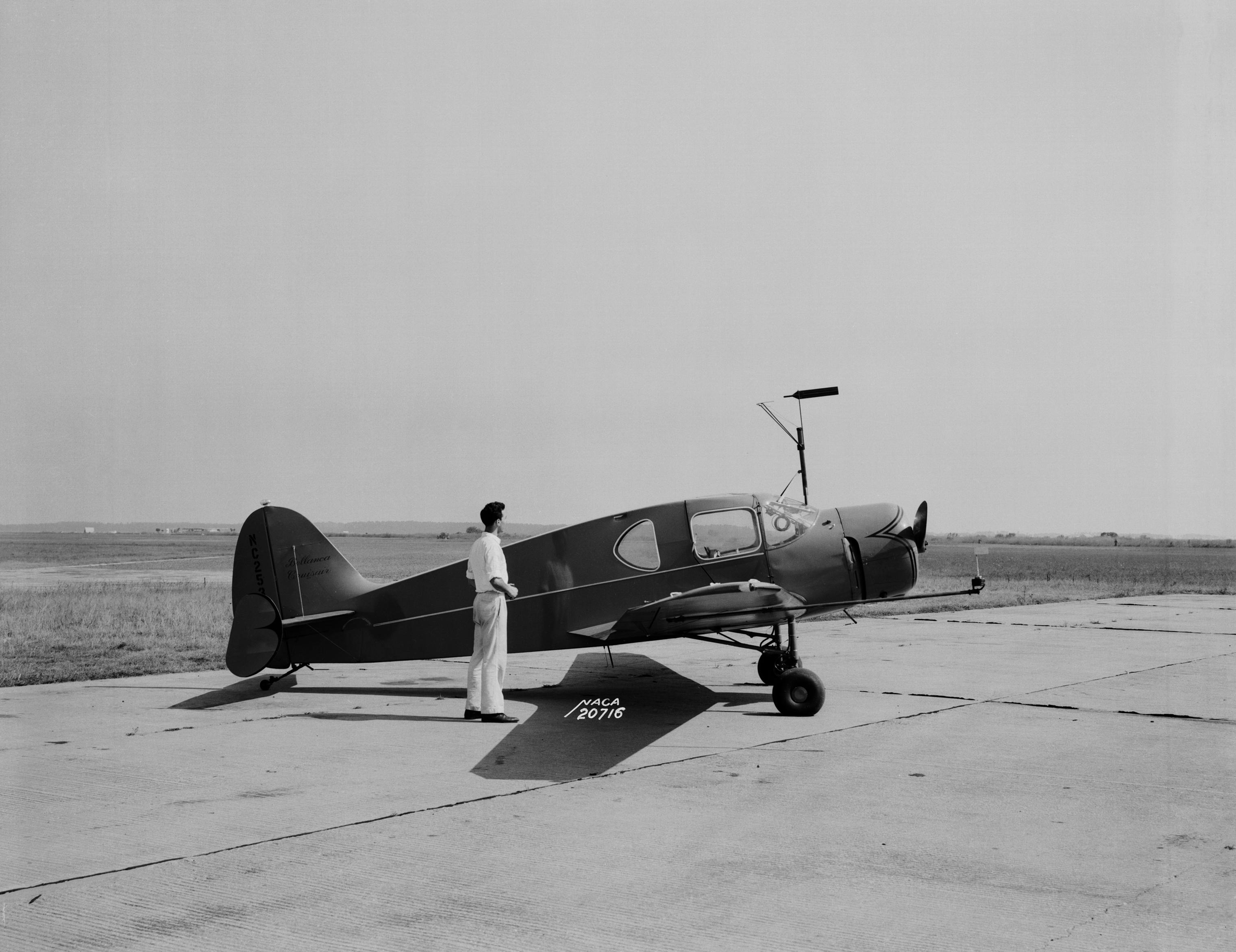
Bellanca Cruisair 14-9

Le Bellanca Cruisair et ses successeurs est une famille d'avions mono-moteurs fabriqués aux États-Unis dans les années 1930.

## Modèles
- Le modèle 14-9 a été le premier avion léger américain avec train d'atterrissage escamotable construit en grande série.
- Le modèle 14-13 est sorti en 1946
- Le modèle 14-19 Cruisemaster est sorti en 1949
- Les modèles Viking et Super Viking sont des versions modifiées du modèle Cruisair